# مركز بوريس يلتسن الرئاسي
مركز بوريس يلتسن الرئاسي (بالروسية: Ельцин-центр) هو مركز اجتماعي وثقافي وتربوي فتح أبوابه في عام 2015. مقره مدينة يكاترينبورغ. أحد أهم معالم المركز هو متحف بوريس يلتسين المكرس للتاريخ السياسي المعاصر لروسيا وأول رئيس لروسيا.